# Kots Kaal Pato
Kots Kaal Pato es un evento que se realizaba anualmente en la localidad de Citilcum, ubicada en el municipio de Izamal, dentro del estado de Yucatán, México. En él se rompían piñatas rellenas de animales vivos y se colgaban patos desde una estructura de madera para posteriormente degollarlos. Desde 2016 y gracias al esfuerzo de Humane Society International México y organizaciones locales el evento dejó tener este tipo de prácticas y a la fecha realizan actividades culturales y deportivas.

## Historia
Se desconoce el origen o el significado de esta tradición, de acuerdo a una entrevista realizada por la revista Vice uno de los habitantes más longevos de la localidad declaró: «No sabemos el origen de la tradición. Yo lo aprendí de mis padres y mis padres de sus padres». Anteriormente se realizaba alrededor de un gran árbol ubicado en el centro de la localidad, pero cuando este fue derribado en 2002 por el Huracán Isidoro el evento se trasladó a un parque aledaño.

## Celebración
Días antes a la fecha de celebración se instala un patíbulo en un parque contiguo al comisariado municipal. La noche anterior al festejo los niños de la localidad reúnen diversos animales, entre ellos iguanas y zarigüeyas, que son genéricamente denominadas alimañas.
El día en que el evento es realizado se inicia rompiendo piñatas, las cuales son rellenadas con las criaturas capturadas el día anterior. La mayoría fallece por los golpes o por ser lanzadas contra el suelo, los que sobreviven son posteriormente aplastados.
Posteriormente se amarran varios patos al patíbulo colgados de sus patas, iniciando un concurso. Los participantes deben saltar para tomar a alguna de las aves por la cabeza o el cuello, el que logre arrancarla gana el cuerpo de la criatura en recompensa.

## Críticas
La organización Personas por el Trato Ético de los Animales (PETA) ha incluido a este evento en su lista de los 14 peores festivales que aún son celebrados,4 mientras que la organización Anima Naturalis lo ha descrito como «una tradición bárbara»5 y el Movimiento Animalista Ciudadano de Yucatán ha expresado que «este tipo de espectáculos deberían erradicarse de nuestra sociedad, ya que solo muestran la barbarie humana que solo genera violencia y en nada contribuye a formar una mejor sociedad, más ética y compasiva hacia todo ser sintiente».3
Humane Society International México en conjunto con las organizaciones locales AFAD y Movimiento Consciencia, lograron a través de un intenso trabajo con autoridades estatales, municipales y religiosas, así como la población, la transformación de la festividad a una sin el maltrato animal que se realizaba con anterioridad. El cambio prevalece desde 2015 y año con año, AFAD y HSI México participan en la festividad con distintas actividades recreativas y deportivas, en las que ya no se maltrata a ningún animal, y a lo largo del año con charlas de concientización sobre cuidado de los animales en las instituciones educativas de Citilcum y Kimbilá.